# パチンコプレス
パチンコプレス（PACHINKO PRESS）とは、地域密着型のパチンコホール情報誌月刊誌である。

## 概要
株式会社メディアプレスにより、当時婦人向け地域情報誌だった「月刊ガラシャ」のスピンオフ誌として熊本県で創刊、後に九州を中心に西日本地区に展開した。
2009年12月、メディアプレスで「パチンコプレス」に関わっていた社員が多数離脱、株式会社ファイブステージへ移籍し同社から「パチンコプレイガイド」という類似雑誌を発行し、熊本を除く「パチンコプレス」は事実上廃刊となった。この後メディアプレスは事業を停止、熊本版はブライダル情報誌「memory」（後に事実上廃刊）とともに、倒産までメディアプレスの専務を務めた三浦修司を社長とする大分県の企業・株式会社ジャーナルに譲渡された。
なお提携企業・株式会社プレスアートによって宮城県・福島県でも刊行されていたが、宮城・福島版も2010年9月をもって休刊した。

## 発行元
- 熊本版：(株)ジャーナル

## 発売・発行日
※2010年10月時点の情報。

### 月刊パチンコプレスZERO（無料誌）
- 熊本版　毎月月末

## 主な内容
- パチンコ攻略誌ではなく、主に地元ホール情報に特化した雑誌になっている。
- 協賛ホールとコラボレートした様々なイベントを開催している。
- パチプレプレミアガールズの運営、プロデュースを行っている。